# Le Garn
Le Garn är en kommun i departementet Gard i regionen Occitanien i södra Frankrike. Kommunen ligger i kantonen Pont-Saint-Esprit som tillhör arrondissementet Nîmes. År 2022 hade Le Garn 255 invånare.

## Befolkningsutveckling
Antalet invånare i kommunen Le Garn
Referens:INSEE